# محله هوایی پگاسوس
فرودگاه خصوصی محلهٔ هوایی پگاسوس (به انگلیسی: Pegasus Airpark) یک فرودگاه خصوصی است. این فرودگاه در شهر کوئین کریک، آریزونا کشور ایالات متحده آمریکا قرار دارد و در ارتفاع ۴۴۲ متری از سطح دریا واقع شده است.